# Michael Gambon
Sir Michael Gambon (Dublin, 1940. október 19. – Witham, 2023. szeptember 27.) ír színész.

## Élete és pályafutása
Tanulmányait a londoni Royal Academy of Dramatic Art intézményben végezte el, majd a National Theatre alkalmazásába állt és olyan szerepeket játszott a színpadon, mint Lear király, Marcus Antonius és Volpone. Első kisebb filmszerepét 1965-ben kapta az Othello brit feldolgozásában, melyben már olyan nevek szerepeltek, mint Laurence Olivier, Maggie Smith, Frank Finlay és Derek Jacobi. 1967-ben is hasonló tagokból álló szereplőgárdában játszott a Sok hűhó semmiért egy adaptációjában. Ezek után az 1980-as évek közepéig szinte csak tévéfilmekben és sorozatokban kapott lehetőséget. 1985-ben tűnt ki Glenda Jackson és Ben Kingsley partnereként a Páncél mögött című filmdrámában. 1989-ben Helen Mirren mellett főszerepet kapott Peter Greenaway A szakács, a tolvaj, a feleség és a szeretője című provokatív rendezésében.
1992-ben a Játékszerek című amerikai vígjátékban együtt játszott Robin Williamsszel, majd két év múlva a Magánórák Mike Figgis-drámában kapott egy mellékszerepet Albert Finney és Greta Scacchi oldalán. 1995-ben Michael Caine orosz ellenfelét alakította a Pekingi kapcsolat című krimiben, majd jött Stephen Frears Dr. Jekyll és Mr. Hyde újradolgozása, A gonosz csábítása, melyben Julia Roberts apját alakította. 1997-ben Makk Károly A Játékos című filmjében Fjodor Mihajlovics Dosztojevszkij szerepét osztotta rá, majd szintén ez évben a Henry James által rendezett A galamb szárnyai filmfeldolgozásban volt látható. Egy évvel rá Meryl Streep bátyjaként bukkant fel a Brian Friel sikeres színművéből adaptált Pogánytáncban. 1999-ben két amerikai sikerfilmben is szerepelt: a Johnny Depp főszereplésével készült Az Álmosvölgy legendája, illetve Russell Crowe és Al Pacino mellett A bennfentes című művekben.

### 2000 után
2001-ben Robert Altman Gosford parkjában újra Maggie Smith, Helen Mirren és Derek Jacobi oldalán játszott. Egy évvel később a szakma nagy elismeréssel fogadta Lyndon B. Johnson megformálását a Háború a háborúról című tévéfilmben. 2003-ban Kevin Costner és Robert Duvall ellensége volt a Fegyvertársak című westernben. Ebben az évben egy más jellegű szerepet is kapott a Sylvia Plathról szóló Sylvia című életrajzi filmben Gwyneth Paltrow és Daniel Craig mellett. Gambon 2004-es éve igencsak termékeny volt. Richard Harris halála miatt rá osztották Albus Dumbledore szerepét a Harry Potter és az azkabani fogoly Harry Potter-filmben. Játszott a William Somerset Maugham regényéből készült Csodálatos Júliában,  Jude Law és Angelina Jolie mellett a Sky kapitány és a holnap világa című sci-fiben, Matthew Vaughn Torta című debütáló rendezésében és a Bill Murray főszereplésével készült keserédes, Édesvízi élet című komédiában is. A következő évben már csak egy filmet forgatott, a Harry Potter és a Tűz Serlegét. 2006-ban a Robert De Niro rendezésében készült Az ügynökség című kémfilmben vállalt fontos szerepet, a főszereplő Matt Damon társaságában, majd 2007-ben következett az újabb Harry Potter-darab, a Harry Potter és a Főnix rendje. 

## Halála
2023. szeptember 27-én, három héttel a 83. születésnapja előtt hunyt el tüdőgyulladásban.

## Filmográfia

### Film

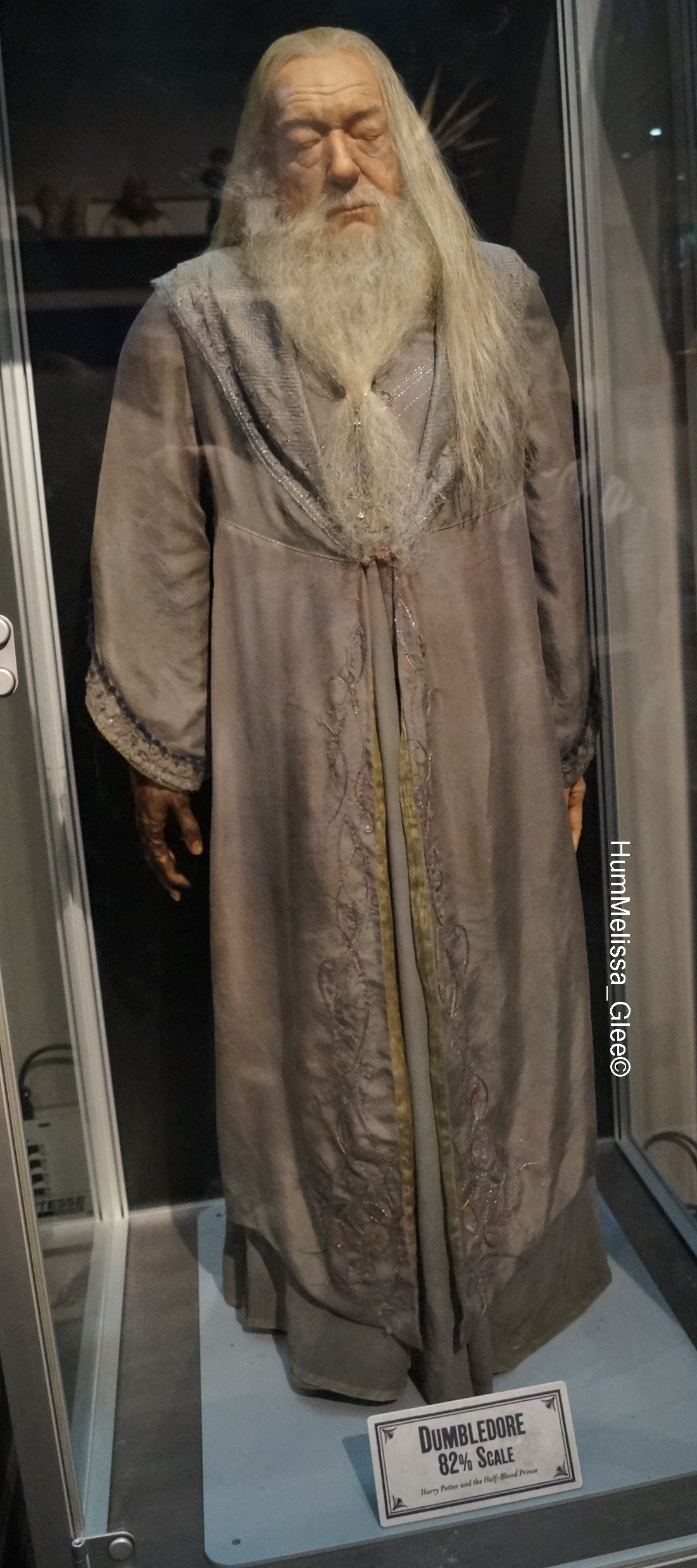
Gambon viaszszobra Albus Dumbledore szerepében

| Év   | Magyar cím                                    | Eredeti cím                                   | Szerep                                  | Magyar hang       |
| ---- | --------------------------------------------- | --------------------------------------------- | --------------------------------------- | ----------------- |
| 1965 |                                               | Othello                                       | szenátor / katona / ciprusi             |                   |
| 1973 |                                               | Nothing but the Night                         | Grant felügyelő                         |                   |
| 1974 |                                               | The Beast Must Die                            | Jan Jarmokowski                         |                   |
| 1985 | Páncél mögött                                 | Turtle Diary                                  | George Fairbairn                        |                   |
| 1988 |                                               | Paris by Night                                | Gerald Paige                            |                   |
| 1988 | Az utolsó majomember                          | Missing Link                                  | narrátor (hangja)                       |                   |
| 1989 | Hódító PC-ABC                                 | The Rachel Papers                             | Dr. Knowd                               | Versényi László   |
| 1989 | Hódító PC-ABC                                 | The Rachel Papers                             | Dr. Knowd                               | Uri István        |
| 1989 | Forrongó évszak                               | A Dry White Season                            | bíró                                    |                   |
| 1989 | A szakács, a tolvaj, a feleség és a szeretője | The Cook, the Thief, His Wife & Her Lover     | Albert Spica                            | Helyey László     |
| 1991 | Négykezes géppisztolyra                       | Mobsters                                      | Salvatore Maranzano                     | Szabó Ottó        |
| 1992 | Játékszerek                                   | Toys                                          | Leland Zevo altábornagy                 | Barbinek Péter    |
| 1994 |                                               | A Man of No Importance                        | Ivor J. Garney                          |                   |
| 1994 | Tiszta őrület                                 | Clean Slate                                   | Philip Cornell                          |                   |
| 1994 | Az utolsó igaz harcos                         | Squanto: A Warrior's Tale                     | Sir George                              | Makay Sándor      |
| 1994 | Magánórák                                     | The Browning Version                          | Dr. Frobisher                           | Láng József       |
| 1995 | Pekingi kapcsolat                             | Bullet to Beijing                             | Alex                                    | Gruber Hugó       |
| 1995 | Kettős halál                                  | Two Deaths                                    | Daniel Pavenic                          | Szabó Ottó        |
| 1995 | Semmi személyes                               | Nothing Personal                              | Leonard                                 |                   |
| 1995 | Éjféli ügynök                                 | Midnight in Saint Petersburg                  | Alex                                    | Gruber Hugó       |
| 1996 | A gonosz csábítása                            | Mary Reilly                                   | Mr. Reilly                              | Horkai János      |
| 1996 | Ártatlan álom                                 | The Innocent Sleep                            | Matheson felügyelő                      | Gruber Hugó       |
| 1997 | A játékos                                     | The Gambler                                   | Fjodor Dosztojevszkij                   |                   |
| 1997 | A galamb szárnyai                             | The Wings of the Dove                         | Lionel Croy                             | Gruber Hugó       |
| 1998 | Pogánytánc                                    | Dancing at Lughnasa                           | Jack Mundy atya                         | Fodor Tamás       |
| 1998 | Pogánytánc                                    | Dancing at Lughnasa                           | Jack Mundy atya                         | Makay Sándor      |
| 1998 | Doktor zsiványok                              | Plunkett & Macleane                           | Lord Gibson                             | Kránitz Lajos     |
| 1998 | Doktor zsiványok                              | Plunkett & Macleane                           | Lord Gibson                             | Kajtár Róbert     |
| 1999 | A majmok kastélya                             | A Monkey's Tale                               | Martin mester (hangja)                  |                   |
| 1999 |                                               | Dead on Time                                  | Maurice                                 |                   |
| 1999 | A bennfentes                                  | The Insider                                   | Thomas Sandefur                         | Tolnai Miklós     |
| 1999 | Az utolsó ősz                                 | The Last September                            | Sir Richard Naylor                      |                   |
| 1999 | Az Álmosvölgy legendája                       | Sleepy Hollow                                 | Baltus Van Tassel                       | Sinkó László      |
| 2001 | Gosford Park                                  | Gosford Park                                  | Sir William McCordle                    | Makay Sándor      |
| 2001 | Charlotte Gray                                | Charlotte Gray                                | Levade                                  | Kristóf Tibor     |
| 2001 | Magas sarok, alvilág                          | High Heels and Low Lifes                      | Kerrigan                                | Fodor Tamás       |
| 2001 | Karácsonyi ének                               | Christmas Carol: The Movie                    | karácsonyi ajándék szelleme (hang)      |                   |
| 2002 | Ali G Indahouse                               | Ali G Indahouse                               | Miniszterelnök                          | Kristóf Tibor     |
| 2002 | Ali G Indahouse                               | Ali G Indahouse                               | Miniszterelnök                          | Papp János        |
| 2003 |                                               | Little Wolf's Book of Badness                 | Bigbad bácsi (hangja)                   |                   |
| 2003 | A nagy alakítás                               | The Actors                                    | Barreller                               | Dobránszky Zoltán |
| 2003 | Fegyvertársak                                 | Open Range                                    | Denton Baxter                           | Csuha Lajos       |
| 2003 | Sylvia                                        | Sylvia                                        | Thomas professzor                       |                   |
| 2003 | Kék mélység (dokumentumfilm)                  | Deep Blue                                     | narrátor                                |                   |
| 2004 |                                               | Standing Room Only                            | Larry                                   |                   |
| 2004 | Csodálatos Júlia                              | Being Julia                                   | Jimmie Langton                          | Szilágyi Tibor    |
| 2004 | Sky kapitány és a holnap világa               | Sky Captain and the World of Tomorrow         | Morris Paley                            | Kristóf Tibor     |
| 2004 | Torta                                         | Layer Cake                                    | Eddie Temple                            | Tolnai Miklós     |
| 2004 | Perlaki István                                |                                               |                                         |                   |
| 2004 | Édes vízi élet                                | The Life Aquatic with Steve Zissou            | Oseary Drakoulias                       | Áron László       |
| 2004 | Harry Potter és az azkabani fogoly            | Harry Potter and the Prisoner of Azkaban      | Albus Dumbledore professzor             | Makay Sándor      |
| 2005 | Harry Potter és a Tűz Serlege                 | Harry Potter and the Goblet of Fire           | Albus Dumbledore professzor             | Makay Sándor      |
| 2005 | Eltévedt lelkek                               | Stories of Lost Souls                         | Larry                                   |                   |
| 2006 | Ómen                                          | The Omen                                      | Bugenhagen                              | Kristóf Tibor     |
| 2006 | Az ügynökség                                  | The Good Shepherd                             | Dr. Fredericks                          | Makay Sándor      |
| 2006 | Az ügynökség                                  | The Good Shepherd                             | Dr. Fredericks                          | Kertész Péter     |
| 2006 |                                               | John Duffy's Brother                          | narrátor (hangja)                       |                   |
| 2006 | A szabadság himnusza                          | Amazing Grace                                 | Charles Fox                             | Csuha Lajos       |
| 2007 | Az álomnő                                     | The Good Night                                | Alan Weigert                            |                   |
| 2007 | A pék                                         | The Baker                                     | Leo                                     | Makay Sándor      |
| 2007 | Az Alpok (dokumentumfilm)                     | The Alps                                      | narrátor                                |                   |
| 2007 | Harry Potter és a Főnix Rendje                | Harry Potter and the Order of the Phoenix     | Albus Dumbledore professzor             | Makay Sándor      |
| 2008 | Utolsó látogatás                              | Brideshead Revisited                          | Lord Marchmain                          | Versényi László   |
| 2009 | Harry Potter és a Félvér Herceg               | Harry Potter and the Half-Blood Prince        | Albus Dumbledore professzor             | Makay Sándor      |
| 2009 | A fantasztikus Róka úr                        | Fantastic Mr. Fox                             | Franklin Bean (hangja)                  | Helyey László     |
| 2010 | Éli könyve                                    | The Book of Eli                               | George                                  | Borbiczki Ferenc  |
| 2010 | A király beszéde                              | The King's Speech                             | V. György brit király                   | Makay Sándor      |
| 2010 | Harry Potter és a Halál ereklyéi 1.           | Harry Potter and the Deathly Hallows – Part 1 | Albus Dumbledore professzor (cameo)     | Makay Sándor      |
| 2011 | Harry Potter és a Halál ereklyéi 2.           | Harry Potter and the Deathly Hallows – Part 2 | Albus Dumbledore professzor (cameo)     | Makay Sándor      |
| 2012 | Kvartett – A nagy négyes                      | Quartet                                       | Cedric Livingstone                      | Helyey László     |
| 2014 |                                               | Unity (dokumentumfilm)                        | narrátor                                |                   |
| 2014 | Paddington                                    | Paddington                                    | Pastuzo bácsi (hangja)                  | Papp János        |
| 2016 | Az ükhadsereg                                 | Dad's Army                                    | Godfrey közlegény                       | Szokolay Ottó     |
| 2016 | Ave, Cézár!                                   | Hail, Caesar!                                 | narrátor (hangja)                       | Kertész Péter     |
| 2017 | Az alkirály háza                              | Viceroy's House                               | Hastings Ismay tábornok                 | Papp János        |
| 2017 | Pszichiáter a világ ellen                     | Mad to Be Normal                              | Sydney Kotok                            |                   |
| 2017 | Viktória királynő és Abdul                    | Victoria & Abdul                              | Lord Salisbury                          | Kertész Péter     |
| 2017 | Kingsman: Az aranykör                         | Kingsman: The Golden Circle                   | Sir Giles / Arthur                      | Papp János        |
| 2017 | Paddington 2.                                 | Paddington 2                                  | Pastuzo bácsi (hangja)                  | Papp János        |
| 2018 |                                               | The Last Witness                              | Frank Hamilton                          |                   |
| 2018 | A tolvajok királya                            | King of Thieves                               | Billy "A hal" Lincoln                   | Barbinek Péter    |
| 2018 | A tolvajok királya                            | King of Thieves                               | Billy "A hal" Lincoln                   | Kertész Péter     |
| 2018 | John F. Donovan halála és élete               | The Death & Life of John F. Donovan           | férfi az étteremben / narrátor (hangja) |                   |
| 2018 | Johnny English újra lecsap                    | Johnny English Strikes Again                  | ötös ügynök (cameo)                     | Reviczky Gábor    |
| 2019 | Judy                                          | Judy                                          | Bernard Delfont                         | Kertész Péter     |
| 2019 |                                               | Cordelia                                      | Moses                                   |                   |

## Díjak és jelölések
- 2002 – Primetime Emmy-díj – jelölés – a legjobb színész TV-filmben (Háború a háborúról)
- 2003 – Golden Globe-díj – jelölés – Legjobb férfi főszereplő (vagy tévéfilm) (Háború a háborúról)